# 1000-km-Rennen von Paris 1970

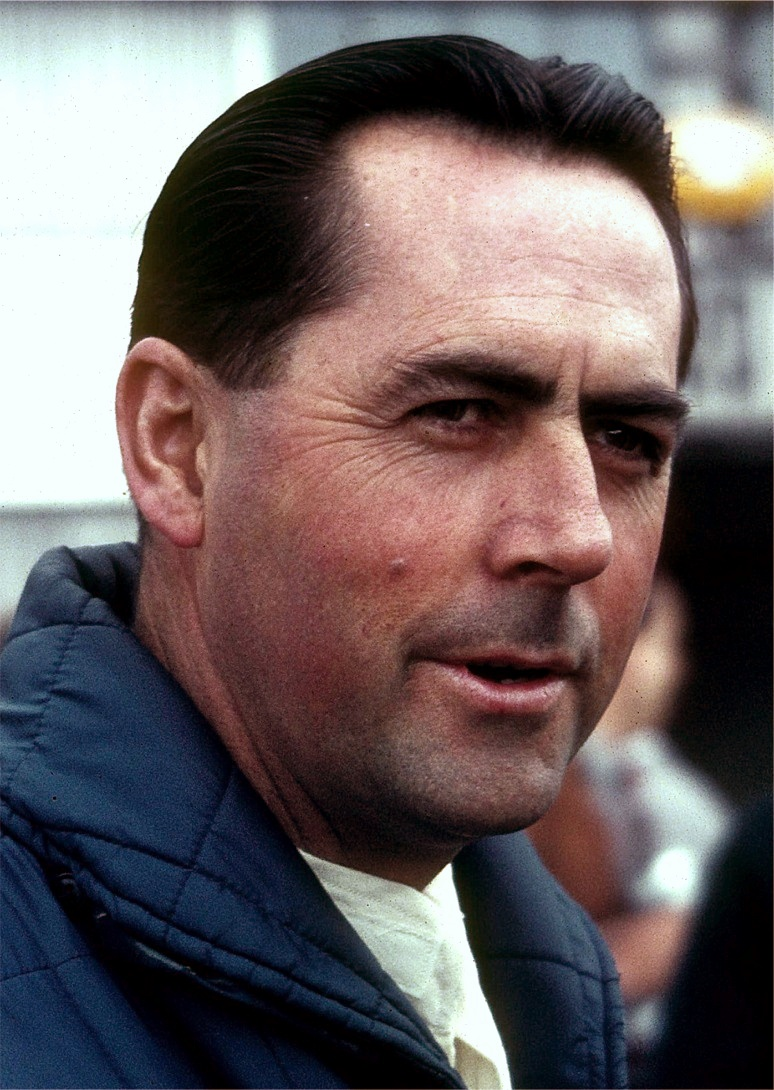
Jack Brabham – hier 1966 – gewann 1970 in Montlhéry sein letztes Autorennen

Das zehnte  1000-km-Rennen von Paris, auch 1000 Kilometres de Paris (Course International de Vitesse D'Endurance), Autodrome de Linas-Montlhéry, fand am 18. Oktober 1970 auf dem Autodrome de Linas-Montlhéry statt. Das Rennen zählte zu keiner Rennserie.

## Das Rennen
Nachdem das Rennen 1969 zur Französischen Rundstrecken-Meisterschaft gezählt hatte, wurde die Veranstaltung 1970 wieder ohne einen Meisterschaftsstatus ausgefahren. Der dreifache australische Formel-1-Weltmeister Jack Brabham feierte als Partner von François Cevert im Werks-Matra-Simca MS660 seinen letzten Rennsieg. Brabham trat eine Woche später, nach dem Großen Preis von Mexiko, vom professionellen Motorsport zurück.

## Ergebnisse

### Schlussklassement
| 1               | P  | 14 | Matra Sports         | Jack Brabham François Cevert                      | Matra-Simca MS660  | 128 |
| 2               | S  | 6  | Escuderia Montjuich  | José Juncadella Jean-Pierre Jabouille             | Ferrari 512S       | 125 |
| 3               | P  | 17 | Martini Racing Team  | Gérard Larrousse Guy Chasseuil Claude Ballot-Léna | Porsche 908/02     | 122 |
| 4               |    | 37 |                      | Willy Meier Max Cohen-Olivar                      | Porsche 910        | 110 |
| 5               | S  | 25 |                      | Mike Garton Roger Heavens                         | Chevron B8         | 108 |
| 6               | S  | 11 | Team Snake Speed     | David Weir Alain de Cadenet                       | Ford GT40          | 108 |
| 7               | GT | 29 | Jacques Rey          | Jacques Rey Jean-Marie Jacquemin                  | Porsche 911S       | 106 |
| 8               | GT | 28 |                      | Jean Sage Erwin Kremer                            | Porsche 911S       | 103 |
| 9               | GT | 1  | Greder Racing        | Henri Greder Marie-Claude Charmasson              | Chevrolet Corvette | 102 |
| 10              | GT | 27 |                      | Robert Dutoit Jean-Pierre Gaban                   | Porsche 911S       |     |
| 11              | P  | 24 |                      | Claude Swietlik Gilbert Salles                    | Lola T210          |     |
| 12              | GT | 30 |                      | Jean-Claude Lagniez Pierre Mauroy                 | Porsche 911S       |     |
| 13              | P  | 20 |                      | Ernst Kraus Helmut Krause                         | Porsche 907        |     |
| Ausgefallen     |    |    |                      |                                                   |                    |     |
| 14              | P  | 12 | Matra Sports         | Jean-Pierre Beltoise Henri Pescarolo              | Matra-Simca MS660  | 114 |
| 15              | S  | 3  | Gesipa               | Jürgen Neuhaus Willi Kauhsen                      | Porsche 917K       |     |
| 16              | GT | 35 |                      | Raymond Touroul Francois Guerre-Berthelot         | Porsche 911S       |     |
| 17              | P  | 15 |                      | Rudi Lins Helmut Marko                            | Porsche 908/02     |     |
| 18              | S  | 22 |                      | Ian Skailes John Hine                             | Chevron B16        |     |
| 19              | S  | 7  | Gelo Racing Team     | Georg Loos Franz Pesch                            | Ferrari 512S       |     |
| 20              | GT | 32 |                      | Claude Haldi Bernard Chenevière                   | Porsche 911S       |     |
| 21              | GT | 31 |                      | Pierre Greub Arthur Blank                         | Porsche 911S       |     |
| 22              | GT | 34 | Fabio Pravedoni      | Fabio Pravedoni Mike Franey                       | Porsche 914/6      |     |
| 23              | S  | 8  | Racing Team VDS      | Teddy Pilette Gustave Gosselin                    | Lola T70 Mk.3B GT  |     |
| 24              | S  | 2  | Martini Racing Team  | Gijs van Lennep Gérard Larrousse                  | Porsche 917K       |     |
| 25              | S  | 9  | Louis Morand         | Gérard Pillon Jacques Cochet                      | Lola T70 Mk.3B GT  |     |
| 26              | S  | 10 | Trevor Graham        | Paul Vestey Julian Gerard                         | Ford GT40          |     |
| 27              | P  | 19 | André Wicky          | André Wicky Daniël Rouveyran                      | Porsche 907        |     |
| 28              | GT | 36 |                      | Sylvain Garant Patrick Depailler                  | Porsche 911S       |     |
| Nicht gestartet |    |    |                      |                                                   |                    |     |
| 29              | S  | 4  | Zitro Racing Team    | Dominique Martin Nino Vaccarella                  | Porsche 917K       | 1   |
| 30              | GT | 33 | Hart Ski Racing Team | Ernst Seiler Peter Ettmüller                      | Porsche 914/6      | 2   |

1 Motorschaden im Training
2 nicht qualifiziert

### Nur in der Meldeliste
Hier finden sich Teams, Fahrer und Fahrzeuge die ursprünglich für das Rennen gemeldet waren, aber aus den unterschiedlichsten Gründen daran nicht teilnahmen.
| Pos. | Klasse | Nr. | Team | Fahrer                               | Chassis        |
| ---- | ------ | --- | ---- | ------------------------------------ | -------------- |
| 31   | S      | 5   |      | Giampiero Moretti Corrado Manfredini | Ferrari 512S   |
| 32   | P      | 16  |      | Patrick Depailler                    | Porsche 908/02 |
| 33   | P      | 21  |      |                                      | Porsche 907    |
| 34   | S      | 23  |      | Edward Negus Brian Martin            | Chevron B16    |
| 35   | S      | 24  |      | James Tangye John Bamford            | Chevron B16    |

### Klassensieger
| Klasse | Fahrer          | Fahrer                | Fahrzeug          | Platzierung im Gesamtklassement |
| ------ | --------------- | --------------------- | ----------------- | ------------------------------- |
| P      | Jack Brabham    | François Cevert       | Matra-Simca MS660 | Gesamtsieg                      |
| S      | José Juncadella | Jean-Pierre Jabouille | Ferrari 512S      | Rang 2                          |
| GT     | Jacques Rey     | Jean-Marie Jacquemin  | Porsche 911S      | Rang 7                          |

### Renndaten
- Gemeldet: 35
- Gestartet: 28
- Gewertet: 13
- Rennklassen: 3
- Zuschauer: 40000
- Wetter am Renntag: unbekannt
- Streckenlänge: 9,269 km
- Fahrzeit des Siegerteams: 5:49:41,800 Stunden
- Gesamtrunden des Siegerteams: 128
- Gesamtdistanz des Siegerteams: 1001,088 km
- Siegerschnitt: 171,298 km/h
- Pole Position: Jean-Pierre Beltoise – Matra-Simca MS660 (#12) – 2:34,600
- Schnellste Rennrunde: Henri Pescarolo – Matra-Simca MS660 (#12) – 2:35,300 – 181,298 km/h
- Rennserie: zählte zu keiner Rennserie